# Dystrykt Swabi
Dystrykt Swabi (urdu: صوابی) – dystrykt w północnym Pakistanie w prowincji Chajber Pasztunchwa. W 1998 roku liczył 1 026 804 mieszkańców (z czego 50,31% stanowili mężczyźni) i obejmował 133 234 gospodarstw domowych. Siedzibą administracyjną dystryktu jest Swabi.